# Санта Марија ин Пантано (Изернија)
Санта Марија ин Пантано је насеље у Италији у округу Изернија, региону Молизе.
Према процени из 2011. у насељу је живело 102 становника. Насеље се налази на надморској висини од 750 м.